# Corte otomana

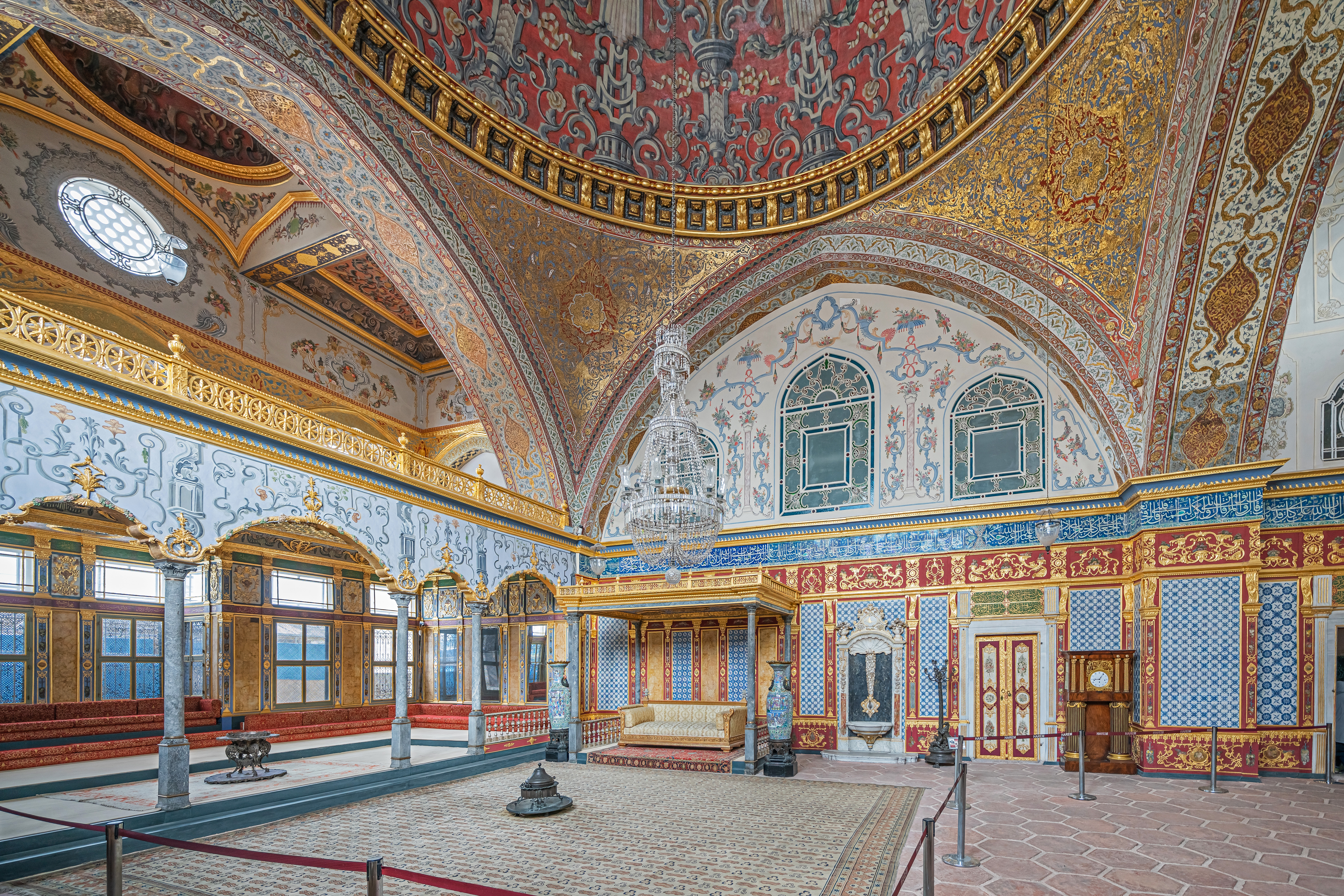
Hünkâr Sofası. Recinto del harén de la corte otomana en el Palacio de Topkapı.

La cultura que se desarrolló en torno a la corte del Imperio Otomano se conocía como corte otomana.
La corte otomana estaba asentada en Constantinopla en el Palacio de Topkapı, donde un ejército de pajes y eruditos sirvieron al sultán. Algunos trabajaron para mantener los tesoros y las armas del sultán en el Tesoro y la Armería. Se informó que otro tipo de sirvientes acompañaban al sultán y su corte durante la campaña; este grupo era conocido como la Cámara de Campaña. Se seleccionaron los pajes más competentes para ayudar personalmente al sultán. Uno se encargaba de la ropa del sultán, otro le servía bebidas, otro llevaba su armamento, otro lo ayudaba a montar su caballo, otro se encargaba de confeccionar su turbante y un barbero afeitaba al sultán todos los días. En el palacio servía también un gran número de mayordomos que llevaban comida, agua y leña por todo el palacio y encendían las chimeneas y braseros. Los porteros (Kapıcı) sumaban varios cientos y eran responsables de abrir las puertas en todo el palacio. El portero principal era responsable de acompañar a los invitados importantes al sultán.
Los eunucos, de los cuales había dos tipos, eunucos negros y blancos, estaban a cargo de dirigir el harén. El jefe eunuco negro (también conocido como Kzlar Aas o Harem Aas) fue un miembro destacado de la corte otomana. El eunuco jefe estaba involucrado en prácticamente todas las intrigas del palacio y, por lo tanto, podía obtener el control sobre el sultán o uno de sus visires, ministros u otros funcionarios de la corte gracias a su autoridad sobre el harén y la red impecable de espías en los eunucos negros.
Su propio pequeño reino era el harén. La madre del sultán reinante, Valide sultan, fue con frecuencia una poderosa figura política. Ella también eligió a las concubinas para su hijo. El palacio proporcionó a las concubinas todo lo que necesitaban, permitiéndoles vivir dentro o cerca de él durante toda su vida. Las mujeres que no se consideraban apropiadas para el sultán eran enviadas de regreso a casa o casadas con hombres nobles otomanos elegibles. Todo el trabajo, incluido servir la cena y hacer las camas, lo realizaban las criadas.

## Posiciones de la corte

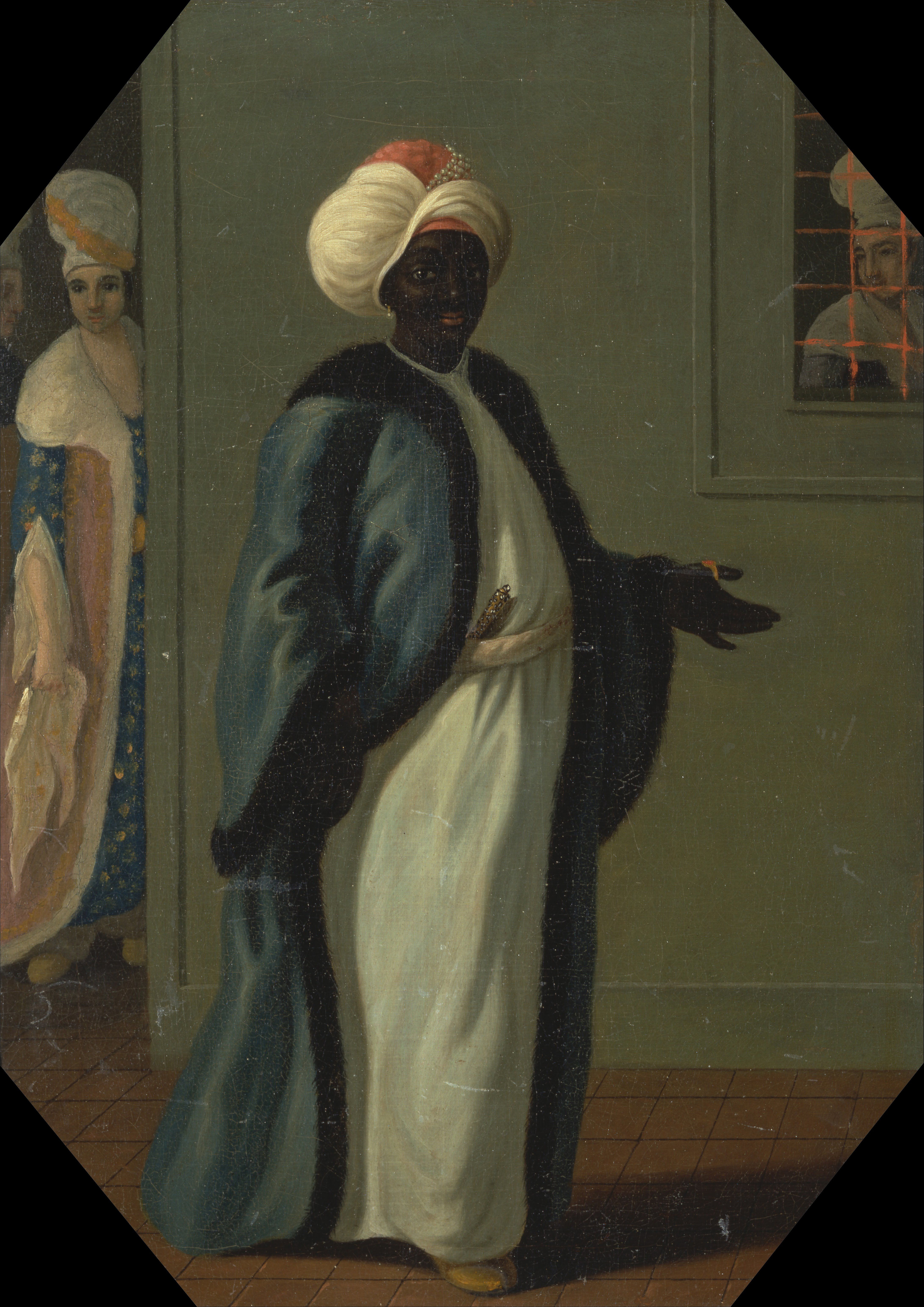
Imagen del de un Kizlar Agha.

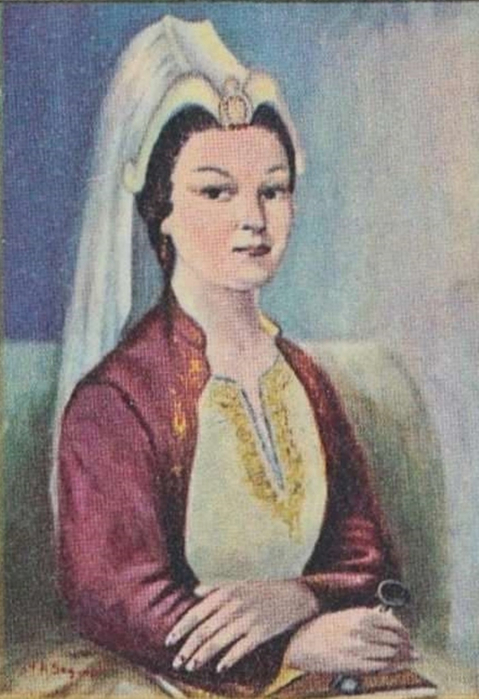
Ayşe Hafsa Sultan, madre de Solimán el Mágnifico y primera mujer eslava en ostentar el título de manera no oficial.

Şeyhülislam: El Şeyhülislam (la interpretación otomana del árabe شيخ الإسلام) del sultán otomano era la autoridad religiosa suprema en el Imperio Otomano. Este hombre instruyó al propio Sultán en los asuntos del Corán.
Kızlar Ağası: El Kızlar Ağası era el principal eunuco negro del serrallo otomano. El título significa literalmente "Jefe de las Niñas", y estaba encargado de la protección y el mantenimiento de las mujeres del harén.
Kapı Ağası: mientras que el Kızlar Ağası era responsable de proteger la virtud de las odaliscas, el Kapı Ağası era un chambelán de las damas. Su nombre significa "Señor de la Puerta", y era el jefe de los Eunucos Blancos, actuando como sirviente principal y proxeneta.
Bostancı-başı: El Bostancı-başı de la corte otomana fue su principal verdugo. El título se traduce directamente como "Jardinero Jefe" (Bostancı=Jardinero, başı=cabeza), y era su trabajo literalmente "podar" la corte de su peso muerto y sus manzanas podridas: es decir, las personas que cometieron crímenes en el ojo de las reglas de la corte.
Valide Sultan: Valide Sultan era la madre del sultán reinante y la mujer más poderosa del harén, sin mencionar el Imperio. Ella era la autoridad absoluta en el serrallo, y ella, con la ayuda de Kapı Ağa y Kızlar Ağası, a menudo sus confidentes, o incluso hombres que ella misma había elegido al ascender al trono, tenía un dedo en todos los aspectos de la vida del harén.
Haseki Sultan: este era el título reservado para la principal consorte y esposa legítimamente casada del sultán otomano. Un Haseki Sultan tenía un lugar importante en el palacio, siendo la mujer más poderosa y disfrutaba del mayor estatus en el harén imperial después de valide sultan y generalmente tenía cámaras cerca de la cámara del sultán. Las haseki no tenían relación de sangre con el sultán reinante, pero tenían un rango más alto que las propias hermanas y tías del sultán, las princesas de la dinastía. Su elevado estatus imperial se derivaba del hecho de que era la madre de un posible futuro sultán.
Kadın: Entre las mujeres del harén imperial, la Kadın es la mujer (o mujeres) que le han dado un hijo al sultán, preferiblemente un varón. Kadin era equivalente a una esposa.
Baş Kadın: Las primeras/mayores consortes se llamaban Baş Kadın o Birinci Kadın. Las consortes que portaban el título "Baş Kadın" estaban en el segundo rango y eran las más poderosas después de Valide sultan in harem. Ella tuvo una gran influencia en el harén. Antes de la creación y después de la abolición del título haseki, este título (Baş Kadın) era la posición más poderosa para las consortes de Sultan. Un sultán no tenía más de cuatro Kadin (la misma ley que se usa para las esposas legales en el Islam) Su posición como posible madre de un futuro sultán les dio mucha influencia y poder en el harén.
Ikbal: Debajo del Kadın estaba el Ikbal, el miembro del harén con el que el sultán se había acostado al menos una vez. Estas mujeres no necesariamente tenían que haberle dado un hijo al sultán, sino que simplemente tenían que haberle gustado. Muchas de estas mujeres fueron referidas como Gözde (que significa "Favorita"), o "en el Ojo", habiendo hecho precisamente eso: llamar la atención del Sultán.
Cariye: Estas fueron las mujeres que sirvieron a Valide Sultan, a los hijos de Ikbal, Kadin y Sultan. Podrían ser promovidos a Kalfas, lo que significaba que eran libres y ganaban salarios, de lo contrario, serían propiedad del sultán y residirían en el harén. Tales mujeres eran libres de irse después de nueve años de servicio.